# Viktor Troicki
Viktor Troicki (Belgrád, 1986. február 10. –) szerb hivatásos teniszező. Orosz felmenőkkel rendelkezik, nagyszülei az első világháború során emigráltak Tverből Szerbiába. Eddigi karrierje során 3 egyéni és 2 páros ATP-tornán diadalmaskodott. 2013-ban 18 hónapos eltiltást kapott, mert nem adott vérmintát a monte-carlói versenyen, ezt az eltiltást a későbbiekben 1 évre mérsékelték.

## ATP-döntői

### Egyéni

#### Győzelmei (3)
| Összesítés                                            | Összesítés |
| ----------------------------------------------------- | ---------- |
| Grand Slam-torna                                      | (0)        |
| ATP World Tour Masters 1000 / ATP Masters Series      | (0)        |
| ATP World Tour 500 Series / International Series Gold | (0)        |
| ATP World Tour 250 Series / International Series      | (3)        |
| ATP World Tour Finals / Tennis Masters Cup            | (0)        |

|   | Dátum             | Torna                             | Borítás    | Ellenfél a döntőben | Eredmény a döntőben |
| 1 | 2010. október 24. | Kreml Kupa, Moszkva               | Kemény (f) | Márkosz Pagdatísz   | 3-6, 6-4, 6-3       |
| 2 | 2015. január 17.  | Apia International Sydney, Sydney | Kemény     | Mihail Kukuskin     | 3-6, 6-4, 7-6(4)    |
| 3 | 2016. január 16.  | Apia International Sydney, Sydney | Kemény     | Grigor Dimitrov     | 2-6, 6-1, 7-6(7)    |

#### Elvesztett döntői (6)
|   | Dátum               | Torna                                 | Borítás    | Ellenfél a döntőben   | Eredmény a döntőben |
| 1 | 2008. augusztus 17. | Legg Mason Tennis Classic, Washington | Kemény     | Juan Martín del Potro | 3-6, 3-6            |
| 2 | 2009. október 4.    | PTT Thailand Open, Bangkok            | Kemény     | Gilles Simon          | 5-7, 3-6            |
| 3 | 2011. január 15.    | Apia International Sydney, Sydney     | Kemény     | Gilles Simon          | 5-7, 6-7(4)         |
| 4 | 2011. október 23.   | Kreml Kupa, Moszkva                   | Kemény (f) | Janko Tipsarević      | 4-6, 2-6            |
| 5 | 2015. június 7.     | Mercedes Cup, Stuttgart               | Fű         | Rafael Nadal          | 6-7(3), 3-6         |
| 6 | 2016. február 7.    | Sofia Open, Szófia                    | Kemény (f) | Roberto Bautista Agut | 3-6, 4-6            |

### Páros

#### Győzelmei (2)
| Összesítés                                            | Összesítés |
| ----------------------------------------------------- | ---------- |
| Grand Slam-torna                                      | (0)        |
| ATP World Tour Masters 1000 / ATP Masters Series      | (0)        |
| ATP World Tour 500 Series / International Series Gold | (0)        |
| ATP World Tour 250 Series / International Series      | (2)        |
| ATP World Tour Finals / Tennis Masters Cup            | (0)        |

|   | Dátum             | Torna                      | Borítás    | Partner         | Ellenfelek a döntőben           | Eredmény a döntőben |
| 1 | 2010. október 3.  | PTT Thailand Open, Bangkok | Kemény     | Christopher Kas | Jonathan Erlich / Jürgen Melzer | 6-4, 6-4            |
| 1 | 2017. február 12. | Sofia Open, Szófia         | Kemény (f) | Nenad Zimonjic  | Mihail Elgin / Andrej Kuznyecov | 6-4, 6-4            |

#### Elvesztett döntői (1)
|   | Dátum             | Torna               | Borítás    | Partner          | Ellenfelek a döntőben             | Eredmény a döntőben |
| 1 | 2009. november 1. | Kreml Kupa, Moszkva | Kemény (f) | Janko Tipsarević | Igor Kunyicin / Dmitrij Turszunov | 6–7(8), 3–6         |

## Eredményei Grand Slam-tornákon
| Grand Slam | Australian Open | Australian Open | Roland Garros | Roland Garros         | Wimbledon | Wimbledon       | US Open  | US Open             |
| Év         | Eredmény        | Utolsó ellenfél | Eredmény      | Utolsó ellenfél       | Eredmény  | Utolsó ellenfél | Eredmény | Utolsó ellenfél     |
| 2008       | 1.kör           | Rafael Nadal    | 1.kör         | Marc Gicquel          | 2.kör     | Radek Štěpánek  | 3.kör    | Rafael Nadal        |
| 2009       | 2.kör           | Tommy Robredo   | 2.kör         | Juan Martín del Potro | 3.kör     | Andy Murray     | 2.kör    | Julien Benneteau    |
| 2010       | 2.kör           | Florian Mayer   | 3.kör         | Mihail Juzsnij        | 2.kör     | Jürgen Melzer   | 1.kör    | Novak Đoković       |
| 2011       | 3.kör           | Novak Đoković   | 4.kör         | Andy Murray           | 2.kör     | Yen-Hsun Lu     | 1.kör    | Alejandro Falla     |
| 2012       | 2.kör           | Mihail Kukuskin | 2.kör         | Fabio Fognini         | 4.kör     | Novak Đoković   | 1.kör    | Cedrik-Marcel Stebe |
| 2013       | 1.kör           | Radek Štěpánek  | 4.kör         | Jo-Wilfried Tsonga    | 3.kör     | Mihail Juzsnij  | -        | -                   |
| 2014       | -               | -               | -             | -                     | -         | -               | -        | -                   |
| 2015       | 3.kör           | Tomáš Berdych   | 2.kör         | Simone Bolelli        |           |                 |          |                     |

## Győzelmei top 10-es játékos ellen évenként
| Szezon    | 2007 | 2008 | 2009 | 2010 | 2011 | 2012 | 2013 | 2014 | 2015 | 2016 |
| Győzelmek | 1    | 1    | 1    | 1    | 0    | 0    | 0    | 1    | 3    | 2    |

### Győzelmei top 10-es játékos ellen részletesen
|      | Ellenfél            | Ranglista | Torna                     | Borítás    | Forduló   | Eredmény            |
| 2007 |                     |           |                           |            |           |                     |
| 1.   | Novak Đoković       | 3         | Croatia Open Umag         | Salak      | 2. kör    | 2–6, 6–4, 7–5       |
| 2008 |                     |           |                           |            |           |                     |
| 2.   | Andy Roddick        | 9         | Legg Mason Tennis Classic | Kemény     | 1/4 döntő | 0–6, 6–2, 6–4       |
| 2009 |                     |           |                           |            |           |                     |
| 3.   | Jo-Wilfried Tsonga  | 7         | PTT Thailand Open         | Kemény (f) | Elődöntő  | 1–6, 6–2, 6–3       |
| 2010 |                     |           |                           |            |           |                     |
| 4.   | Nyikolaj Davigyenko | 6         | Indian Wells              | Kemény     | 3. kör    | játék nélkül        |
| 2014 |                     |           |                           |            |           |                     |
| 5.   | David Ferrer        | 5         | Shenzhen Open             | Kemény     | 2. kör    | 6–3, 6–4            |
| 2015 |                     |           |                           |            |           |                     |
| 6.   | Marin Čilić         | 9         | Mercedes Cup              | Fű         | Elődöntő  | 6–3, 6–7(1), 7–6(2) |
| 7.   | Marin Čilić         | 9         | AEGON Championships       | Fű         | 2. kör    | 6–7(8), 6–2, 6–3    |
| 8.   | Miloš Raonić        | 9         | China Open                | Kemény     | 2. kör    | 6–4, 6–4            |
| 2016 |                     |           |                           |            |           |                     |
| 9.   | Rafael Nadal        | 5         | Shanghai Masters          | Kemény     | 2. kör    | 6–3, 7–6(3)         |
| 10.  | Dominic Thiem       | 9         | Erste Bank Open           | Kemény (f) | 2. kör    | 6–2, 7–5            |